# Nagar Agung
Nagar Agung is een bestuurslaag in het regentschap Ogan Komering Ulu Selatan van de provincie Zuid-Sumatra, Indonesië. Nagar Agung telt 645 inwoners (volkstelling 2010).